# Новый Свет (Старобешевский район)
Но́вый Свет (укр. Нови́й Світ) — посёлок в Старобешевском районе Донецкой области Украины. Де факто — с 2014 года населённый пункт контролируется самопровозглашённой Донецкой Народной Республикой.

## География
В Донецкой области имеется одноимённый населённый пункт — посёлок Новый Свет к северо-востоку от Макеевки (Макеевский городской совет).
Посёлок расположен на левом берегу реки Кальмиус, на восточном берегу образованного ею Старобешевского водохранилища.

#### Соседние населённые пункты по странам света
С: Горбачёво-Михайловка (выше по течению Кальмиуса), город Моспино
СЗ: Кирово, Калинина, Придорожное, Менчугово (все выше по течению Кальмиуса)
СВ: Светлое, Вербовая Балка, Михайловка, Бирюки
З: Каменка
В: Чумаки
ЮЗ: —
ЮВ:  Александровка (ниже по течению Кальмиуса), Горбатенко, Чумаки
Ю: Вознесенка, Старобешево (ниже по течению Кальмиуса)

## История
Посёлок Новый Свет был основан в 1954 году при строительстве Старобешевской ТЭС. С 1956 года — посёлок городского типа.

## Население
- 2019 — 9 055 человек;
- 2011 — 9,3 тысяч человек;
- 2001 — 9 854 жителя (по результатам Всеукраинской переписи населения 2001 года), в том числе мужчин — 4 717, женщин — 5 137.
- 1999 — 10,3 тысяч человек;
- 1992 — 10,2 тысяч человек;
- 1989 — 9,8 тысяч человек;
- 1979 — 10,0 тысяч человек;
- 1970 — 11,4 тысяч человек;
- 1959 — 7,4 тысяч человек.

## Экономика
- Старобешевская ТЭС
  - линия электропередачи «Новый Свет — Мариуполь»
  - линия электропередачи «Новый Свет — Зугрэс»
  - пищевая промышленность:
  - масло-жировая
- Завод полиэтиленовых труб для питьевого и технического водоснабжения.[4]

Железнодорожная станция («Новый Свет»).

## Социальная сфера
- гостиница
- ресторан
- дворец культуры
- спортивно-оздоровительный комплекс
- бассейн
- стадион